# Stenogobius zurstrassenii
Stenogobius zurstrassenii är en fiskart som först beskrevs av Popta, 1911.  Stenogobius zurstrassenii ingår i släktet Stenogobius och familjen smörbultsfiskar. Inga underarter finns listade i Catalogue of Life.